# Antonio Domínguez Ortiz
Antonio Domínguez Ortiz (Sevilla, 18 de octubre de 1909 – Granada, 21 de enero de 2003) fue un historiador español, considerado uno de los mayores especialistas en el Antiguo Régimen español, y particularmente de la historia social.

## Biografía
Antonio Domínguez Ortiz nació en la ciudad de Sevilla, siendo bautizado en la iglesia de san Pedro, estudiando en el colegio de los Escolapios. Tras cursar dos años, abandonó sus estudios, dedicándose a trabajar en el taller de talla y ebanistería de su padre. En 1923 decide reiniciar sus estudios, en la Escuela Normal de Magisterio que terminó en 1927. Posteriormente ingresó en el Instituto de San Isidoro como alumno libre y tras superar el bachillerato universitario se matriculó en la Facultad de Filosofía y Letras de la Universidad de Sevilla, sección Historia, se licenció el 23 de septiembre de 1932 con la calificación de sobresaliente y premio extraordinario. En 1933 fue profesor del Instituto Murillo de Sevilla y poco después tras concurso oposición fue profesor auxiliar de Historia moderna y contemporánea en la Universidad hispalense. Durante la Guerra Civil fue movilizado siendo destinado en el Archivo de la Capitanía General en Sevilla.
El 10 de septiembre de 1940 logró la cátedra numerario de Instituto, siendo destinado inicialmente a Palma de Mallorca y posteriormente pasó por Cádiz y posteriormente a Granada donde permaneció hasta 1968, año en que se trasladó a Madrid, donde continuó su labor docente en el Instituto Beatriz Galindo hasta su jubilación en 1979. Se doctoró en Historia por la Universidad Complutense. Impartió cursos de Historia en las universidades de Sevilla, Granada, Madrid, Menéndez Pelayo y en la delegación española de la Universidad de California.
En 1974 fue nombrado académico de número de la Real Academia de la Historia. Director del Boletín de dicha institución desde 1975 a 1979, de la que cesó a petición propia por su traslado de residencia a Granada. Fue además, académico correspondiente de la British Academy, Academia de Historia de Venezuela, Buenas Letras de Sevilla, Ciencia, Bellas Artes y Nobles Artes de Córdoba y otras; miembro del instituto de Estudios Madrileños; y Presidente de Honor del Centro de Estudios Históricos de Granada y su Reino.
Por otro lado, fue orador visitante en el III Congreso de Estudios Españoles y Portugueses celebrado en Rutgers (Nueva Jersey, 1972). Conferenciante en varias universidades europeas y americanas. Ponente en numerosos congresos históricos en España y el extranjero. Premio Príncipe de Asturias de Ciencias Sociales en 1982, Hijo Predilecto de Andalucía y ha sido investido Honoris Causa por la Universidad de Cádiz, la Complutense de Madrid, la Central de Barcelona, la de Burdeos y las universidades de Granada, Sevilla y Córdoba. Murió a los noventa y tres años de edad.
Publicó más de cuatrocientos trabajos: artículos, libros de texto, ponencias, reseñas bibliográficas, prólogos, artículos de prensa, y su magisterio ha sido decisivo en los historiadores de dos generaciones.

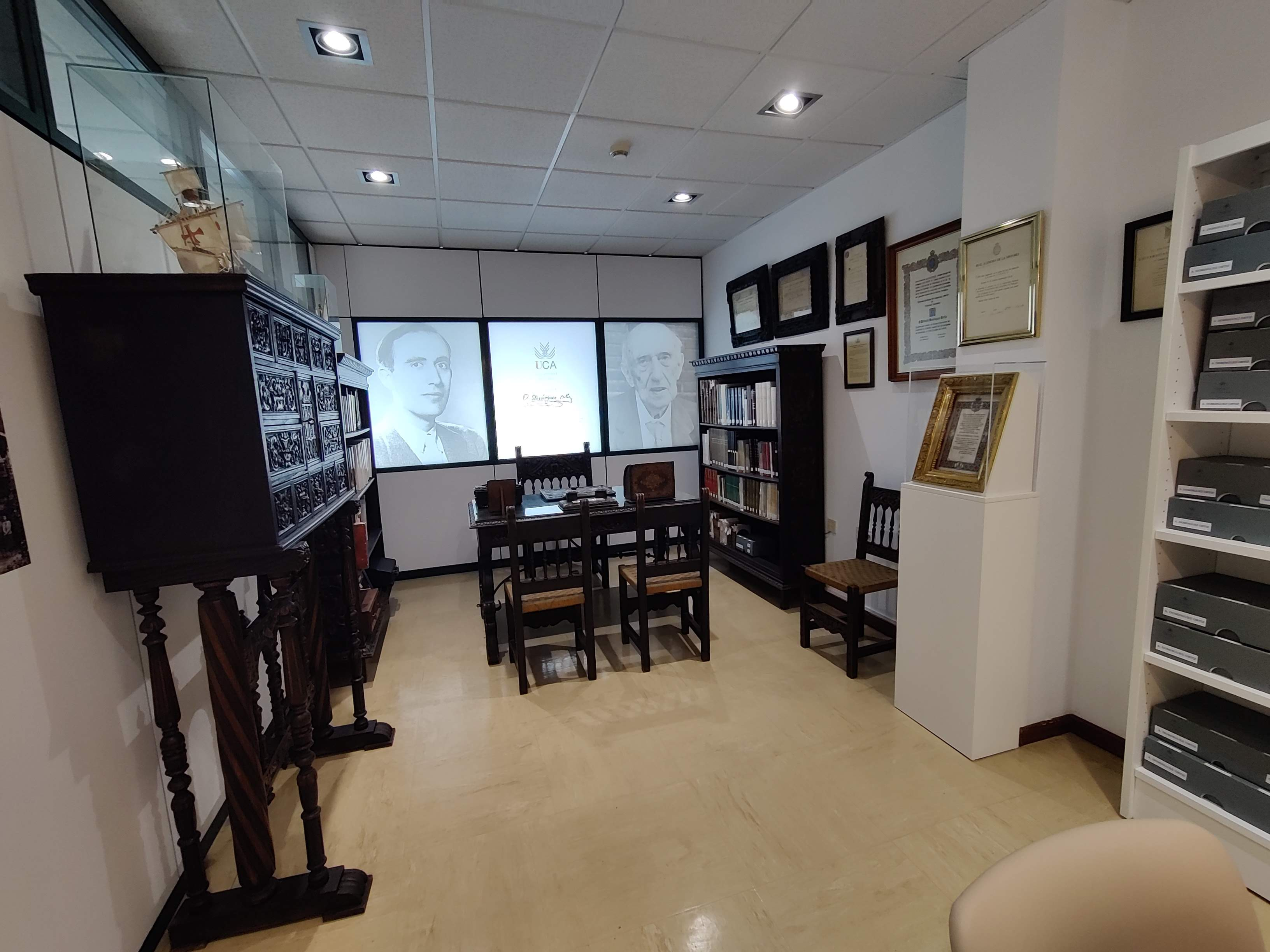
Fondo

Su fondo documental y bibliográfico se donó a la Universidad de Cádiz en 2018, y le dedicó una sala en su Biblioteca Central.

## Obras
- Orto y ocaso de Sevilla (1946)
- La sociedad española en el siglo XVIII (1955)
- Política y hacienda de Felipe IV (1960)
- La sociedad española en el siglo XVII (1963 y 1970)
- El incremento demográfico y sus problemas (1966)
- Crisis y decadencia en la España de los Austrias (1969)
- Los judeoconversos en España y América (1971)
- El Antiguo Régimen: los Reyes Católicos y los Austrias. Tomo III, Historia de España, Madrid, Alfaguara, 1973.
- Las clases privilegiadas en la España del Antiguo Régimen (1973)
- Hechos y figuras del siglo XVIII español (1973), Siglo XXI de España ISBN 978-84-323-1321-9
- Sociedad y Estado en el siglo XVIII español (1976), 2010
- El mosaico español (1976), Urgoiti editores 2009 ISBN 978-84-935290-8-7
- Historia de los Moriscos. Vida y tragedia de una minoría (en colaboración con Bernard Vincent). Madrid, Revista de Occidente, 1978; 2.ª ed. en Madrid, Alianza, 1985.
- Historia de Andalucía (1980-1981).
- Andalucía, ayer y hoy (1983).
- La Sevilla del siglo XVII, Univ. de Sevilla, 1984 (tomo 5.º de la Historia de Sevilla) ISBN 84-7405-325-0
- Política fiscal y cambio en la España del siglo XVII, Madrid, Instituto de Estudios Fiscales, 1984.
- Instituciones y sociedad en la España de los Austrias, Barcelona, Ariel (1985), volumen misceláneo.
- Carlos III y la España de la Ilustración (1988), Alianza, 2005 ISBN 978-84-206-5970-1[7][8]
- Las claves del despotismo español, 1715-1789, Barcelona, Planeta, 1990.
- Los judeoconversos en la España moderna, Madrid, Mapfre, 1992.
- Historia Universal, vol. III: Historia Moderna, Barcelona, Vicens Vives, 1993.
- La sociedad americana y la corona española en el siglo XVII, Madrid, Marcial Pons, 1996.
- Los extranjeros en la vida española durante el siglo XVII, Sevilla, Diputación, 1996 ISBN 84-88603-24-X
- Estudios americanistas, Madrid, RAH, 1998.
- España, tres milenios de historia (2000), Madrid, Marcial Pons, 2007 ISBN 978-84-96467-51-4[9]
- La esclavitud en Castilla en la Edad moderna y otros estudios de marginados, Granada, Comares, 2003, ISBN 84-8444-771-5
- En torno al municipio en la edad moderna, Centro Estudios Municipales y de Cooperación Internacional, 2006 ISBN 978-84-88282-76-7
- Moriscos: la mirada de un historiador, Fundación El Legado Andalusí; Universidad de Granada, 2009 ISBN 978-84-96395-65-7
- Colectivo, América y la monarquía española, Comares, 2010 ISBN 978-84-9836-671-6.
- Estudios de la Inquisición española, Comares, 2010 ISBN 978-84-9836-681-5